# Jean Fontenoy

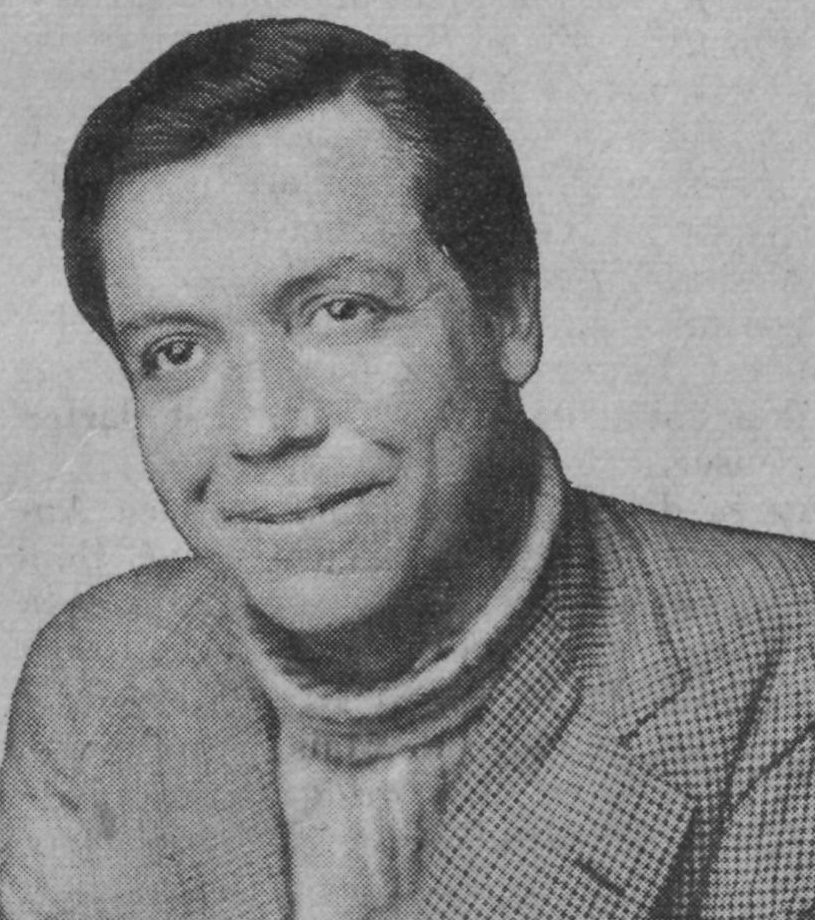
Jean Fontenoy

Jean Fontenoy (Fontainebleau (Seine-et-Marne), 21 maart 1899 – Berlijn, april 1945) was een Franse journalist, fascistisch politicus en collaborateur met nazi-Duitsland.

## Biografie
Fontenoy werkte als journalist in Rusland en daarna van 1924 tot midden jaren dertig in China voor het nieuwsagentschap Havas. In China richtte hij de Franstalige Journal de Shanghai op en werd een onderdeel van een roddelcampagne die suggereerde dat hij een affaire had met Soong May-ling, de vrouw van Chiang Kai-shek.
Terug in Frankrijk raakte hij betrokken in de politiek, eerst bij de Franse Communistische Partij en daarna de Parti Populaire Français (PPF) die hij in 1939 verliet na meningsverschillen met de leider Jacques Doriot. Fontenoy legde zijn persoonlijke verschillen opzij en werd weer lid van de PPF en speelde een belangrijke rol bij de reorganisatie van de beweging. Hij schreef niet alleen voor kranten van de PPF, maar ook voor anderen zoals de L'Insurgé en Je suis partout.
Ondanks zijn vaardigheden als een organisator en schrijver begon Fontenoy met de ontwikkeling van een reputatie van excentriciteit, geholpen door zijn persoonlijke gewoonten. Hij was al een alcoholist en na de dood van zijn vrouw in 1941 raakt hij verslaafd aan opium en morfine. Hij raakte zwaargewond tijdens de Winteroorlog, waar hij dienstdeed als een vrijwilliger. De hoofdwonden die hij daaraan overhield leidde tot een hersenbeschadiging. Naar aanleiding van deze gevallen bleef Fontenoy een leidinggevend figuur bij extreemrechts, maar zijn daden werden ietwat grillig.
Fontenoy diende een tijd als persoonlijk afgezant van Pierre Laval bij Otto Abetz. Kort daarna richtte hij het tijdschrift La Vie Nationale op, maar dat bleek van korte duur te zijn. Het tijdschrift werd opgevolgd door een aantal van even korte duur zijnde collaborerende tijdschriften. Hij was een van de oprichters van de Mouvement Social Révolutionnaire en werd in 1942 leider van de beweging nadat Eugène Deloncle een stap terug deed. Fontenoy verloor echter snel interesse in de groepering. Fontenoy stapte over naar de Rassemblement national populaire en maakte deel uit van het vijf man tellend partijbestuur geleid door Marcel Déat.
Gedurende deze periode raakte Fontenoy gefixeerd, ondanks het gebrek aan bewijs, met het idee dat Doriot tegen hem een moordcomplot aan het beramen was. Daarop nam Fontenoy dienst bij de Légion des Volontaires Français (LVF) en werd naar het oostfront gezonden. Hij diende als hoofd van propaganda voor de LVF en diende ook als spion. Hij sneuvelde een paar dagen voor het einde van de oorlog tijdens gevechten in Berlijn nadat hij in het hoofd was geraakt, dit keer was het dodelijk.